# Spinestoloides monticola
Spinestoloides monticola is een keversoort uit de familie van de boktorren (Cerambycidae). De wetenschappelijke naam van de soort werd voor het eerst geldig gepubliceerd in 1942 door Fisher als Ataxia monticola.